# 罗登
羅登（德語：Roden）是德國巴伐利亞州的一個市鎮。總面積20.06平方公里，總人口989人（2011年12月31日），人口密度49人/平方公里。1348年，羅登首次被提及。當地的宗教以天主教為主。